# Pronophila intercidona
Pronophila intercidona är en fjärilsart som beskrevs av Otto Thieme 1907. Pronophila intercidona ingår i släktet Pronophila och familjen praktfjärilar. Inga underarter finns listade i Catalogue of Life.